# Gargantua (géant)
Pour l'œuvre de Rabelais, voir Gargantua.

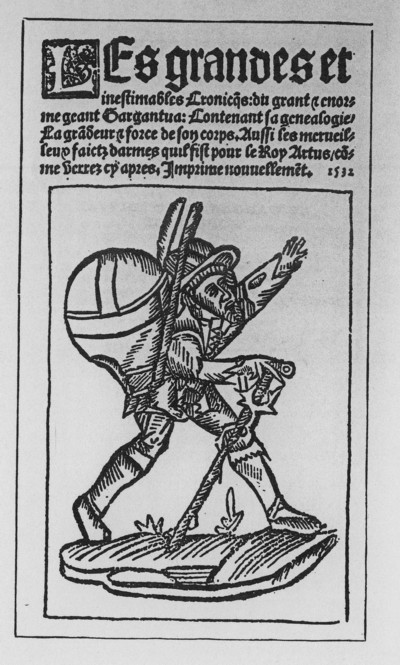
Frontispice de l'édition originale de 1532.

Gargantua est un géant issu de la culture populaire, en France et en Grande-Bretagne. Après avoir été présent dans le folklore médiéval, il a laissé des traces dans la toponymie de nombreuses localités. Il devient un personnage littéraire au XVIe siècle avec les Chroniques gargantuines avant d'acquérir une notoriété durable dans le Gargantua, l'œuvre romanesque de François Rabelais.

## Apparition du nom
Les premières mentions écrites du géant tel qu'il est connu apparaissent en 1532 dans une œuvre anonyme, Les grandes et inestimables chroniques : du grand et énorme géant Gargantua. Une mention longuement commentée de « Gargantua qui a cheveux de plastre » dans la Légende de Maistre Pierre Faifeu n'est que contemporaine de 1532,.
Il est signalé en 1470 comme nom ou sobriquet d'un visiteur de l'évêque de Limoges. Avant cela, H. Gaidoz a voulu le voir au XIIe siècle dans le roi Gurguntius fils de Beleni dans les chroniques de Giraud de Barri et de Geoffroy de Monmouth, identifié encore par Dontenville à Gwrgant du Mabinogion ; rien n'indique pourtant que ce roi légendaire considéré comme l'Apollon des celtes (c'est-à-dire le roi-soleil), soit un géant.
Une étymologie généralement retenue est celle de l’espagnol et de l'occitan garganta « gorge ». Rabelais lui donna l'étymologie facétieuse « Que grand tu as ».

## Dans les traditions populaires
Il est associé à des traditions populaires et à des légendes rurales. Hormis la taille du géant et son appétit, ces légendes n'ont des rapports que superficiels avec les histoires contées par les chroniques ou celles de Rabelais,.
Gargantua peut être vu par le peuple comme la personnalisation d’une énergie gigantesque, mais bienfaisante qui ordonne le chaos. Dans ses voyages, il modifie les paysages en laissant tomber le contenu de sa hotte. Les dépâtures de ses souliers donnent collines et buttes, ses déjections forment des aiguilles et ses mictions des rivières. La taille de son phallus étant en proportion de la sienne, certaines pierres de Gargantua y sont assimilées et donnent lieu à des rituels de fécondité : à Saint-Jean-de-Beuvron ou à Monthault par exemple, des femmes se frottent à une pierre de Gargantua pour trouver un mari ou assurer une maternité. H. Gaidoz rapporte qu'à Rouen on vendait de petites figures priapiques appelées des Gargans, mises par les jeunes filles dans leur corsage.

## Toponymes et substitutions
Des nombreux lieux ou de mégalithes sont dits de Gargantua (palet, quenouille, quille, chaise, fauteuil, écuelle, gravier, etc.), par exemple gravier de Gargantua, quelques-uns d'ailleurs portent des variantes régionales du nom (Grand-Tua, Grand-Tuard, Guergintua, Jergantua, Gargountoun, Gargantïa, Gargantuas, Gargantuan, Gargantoua, Gargantueau). Sébillot, Dontenville et ses successeurs avaient recensé plus de quatre cents occurrences de ces toponymes,, auxquels s'ajoutent plus tard d'autres départements. Il est vraisemblable selon les folkloristes que beaucoup soient des rappels d'un géant déjà populaire sur tout le terroir français avant les chroniques écrites du XVIe siècle ; cependant, il n'existe pas de traces anciennes de ces lieux, et Gargantua a pu cristalliser des légendes associées à d'autres géants.
Le christianisme le diabolisa en baptisant les lieux, gouffres, chaos rocheux, pierres dressées dits de Gargantua en lieux, gouffres, chaos, pierres du diable, et en le confrontant dans les légendes à divers saints. Dans le même temps, il est christianisé. Dontenville et Pillard le voient substitué par des personnages tels que Samson, Jésus-Christ, ou des saints, particulièrement saint Gorgon, saint Christophe, saint Martin ou encore saint Michel par rapprochement avec des monts Gargans liés à l'archange. Ainsi en est-il à Rouen du quartier encore appelé Mont Gargan sur les hauteurs de la côte Sainte-Catherine sur laquelle se trouvait le prieuré Saint-Michel. On estime cependant qu'il s'agit de la francisation de Monte Gargano, dans les Pouilles, château néanmoins surnommé Castello del gigante. En effet, la colline Sainte-Catherine était auparavant appelée Mont de Rouen ou Mont Saint Michel, dont l'homonymie avec l'abbaye avranchine était gênante. Cette appellation de Mont-Gargan n'est d'ailleurs pas attestée avant l'époque moderne.
Parallèlement, le Mont Saint-Michel en Normandie aurait été d'après les érudits du XIXe siècle un ancien lieu de culte à Belenos. Ils se fondent en partie sur une étymologie erronée du nom de l'îlot de Tombelaine voisin du Mont, dans lequel ils ont cru reconnaître le nom du dieu gaulois : tomb-belaine. En réalité, ce n'est pas le cas, Tombelaine est un diminutif du type *Tumb-ell-ana, dérivé de Tumba ancien nom du Mont. À ce jour, il n'y a aucune trace archéologique ou autre d'un culte à Bélénos. En revanche, le nom de Tumbellana a pu s'appliquer à des sépultures mégalithiques. Henri Gaidoz et Paul Sébillot ont voulu l'associer à Gargantua par leur paternité dans les chroniques du XIIe siècle,. Pour argumenter ces homonymies, les auteurs s'appuient sur le fait que Gargantua se soit présenté comme « le puissant Gargan » dans les Chroniques admirables, et que selon les légendes ou les chroniques, lui ou ses parents créent le Mont Saint-Michel et Tombelaine.
À Bordeaux, sur le tympan du portail sud de l’église Saint-Michel figure le miracle du mont Gargan : l'archange éponyme demande à un évêque de construire une chapelle là où un bœuf s'est refusé à avancer.
Il existe encore en France d’autres monts Gargan, près de Neufchâtel-en-Bray, à Haudivillers non loin de Beauvais en Tarentaise, à Saffré en Loire-Atlantique, sur le causse Méjean. Le médiéviste Philippe Walter rattache la grotte de Gargas, célèbre pour les traces de mains qu’on y trouve, à la figure de Garganeüs, ancêtre de Mélusine.

## Un dieu gaulois?
Henri Gaidoz a développé l'hypothèse que le géant truculent et glouton serait l'héritier d'une très ancienne divinité gauloise nommée Gargan, apparemment bienveillante, dont l'apparition aurait remonté, comme l’édification des pierres dressées, à une époque antérieure à celle des Celtes. Bien que Gaidoz ait ensuite renoncé à ces hypothèses,, des thèses similaires seront reprises par ses successeurs. Au-delà des qualités fondatrices de leurs recherches sur le folklore, l'interprétation divine qu'ils en tirent est critiquée. Charles Joisten rapporte que les réactions rurales à Gargantua en Vendée ne reflètent pas le caractère sacré ou magique encore trouvé aux fées et aux esprits, et appuie sur le manque d'éléments anciens pour supporter l'hypothèse. Arnold Van Gennep suggère une apparition du géant au Moyen Âge plutôt qu'à l'époque pré-romaine théorisée par Félix Bourquelot. L'hypothèse d'un lien avec le Mont du sud de l'Italie affaiblirait également la thèse d'un dieu celte ; enfin, il n'est apparu dans aucune étude sur la religion des gaulois.

## En Grande-Bretagne
Sa présence dans le folklore britannique s'illustre au XVIIe siècle par la mention du nom dans Comme il vous plaira de Shakespeare (autour de 1600), ou la présence du personnage dans Tom Pouce (1621) et enfin les premières traductions de Rabelais par Thomas Urquhart (1653). Cette popularité s'explique par l'existence d'une version anglaise avant 1569 au moins.

## LesChroniques gargantuines

### Naissance et prospérité d'un thème littéraire
Le géant jouit d'une énorme popularité au premier tiers du XVIe siècle dans des chroniques de colportage. Huit versions sont connues, parues autour de la même période, et aux contenus sensiblement similaires, liant Gargantua à la légende arthurienne. Une filiation directe ou indirecte peut être établie entre différentes versions des textes, quoique certaines des éditions survivantes, non datées, soient des contrefaçons probables, et qu'il ne soit pas certain que les Grandes Chroniques aient été l'édition d'origine du texte. Marcel Françon ou Dontenville pensaient que les ajouts des parutions postérieures rétablissaient des précisions négligées d'une version commune. Les commentateurs se rejoignent quant à la portée orale de ces fascicules dénués de qualités littéraires.
Si le succès des chroniques ne laisse pas de doute quant à la célébrité du géant au XVIe siècle, les lettrés
crurent ensuite de Gargantua qu'il était une invention de Rabelais. Ce n'est qu'à partir du XIXe siècle que son omniprésence fut remarquée dans le folklore des campagnes, où n'avaient été connus ni Rabelais ni ses autres personnages tels que Panurge ou Frère Jean,. George Sand relevait, dans Les Légendes Rustiques : « je croirais que Gargantua est l’œuvre du peuple et que, comme tous les grands créateurs, Rabelais a pris son bien où il l’a trouvé. »

### Résumé desGrandes et inestimables Cronicques
Une structure d'ensemble peut être dégagée entre les trois plus importants textes de cet ensemble : Les Croniques admirables du puissant Roy Gargantua, publié en 1532 à Lyon ; Le Vroy Gargantua, dont seul subsiste un exemplaire à la Bibliothèque Nationale de France ; et Les grandes et inestimables Croniques du grant et enorme geant Gargantua, dont un exemplaire également publié en 1532 à Lyon chez la veuve de Barnabé Chaussard a été reproduit en 1925 avec une notice de Pierre Champion.
Merlin, pour protéger le roi Artus contre les ennemis qu'il aura, forge sur une montagne d'Orient Grantgosier et Galemelle, le père et la mère de Gargantua, avec des ossements de baleine et en utilisant respectivement du sang de Lancelot et des rognures d'ongles de Guenièvre. Il crée ensuite une grand jument pour porter les deux. Galemelle et Grant Gosier engendrent Gargantua, que Merlin leur commande d'envoyer à la cour du roi quand il aura sept ans, en suivant la jument qui connaîtra le chemin.
À sa naissance, ils lui donnent le nom « comme tu as ung beau filz » selon « un verbe grec ». Le narrateur précise qu'il n'est pas nourri de chair comme d'autres l'auraient dit, mais de lait que sa mère a en abondance. Parmi les passe-temps de son enfance à la montagne, l'enfant jette des grandes pierres pour chasser les oiseaux.
À sept ans, ses parents l'emmènent avec la grand jument vers la cour du roi Artus en emportant deux rochers. Ils passent par Rome, l'Allemagne, la Suisse, la Lorraine, et la Champagne, que la jument déboise en se débattant contre les piqures de mouches, créant la Beauce. Gargantua se blesse l'orteil, et ils se reposent au bord de mer avant de passer en Grande-Bretagne. Les paysans bretons curieux viennent et attaquent les provisions des géants. Grant Gosier les voit et les menace ; ils l'apaisent avec deux mille vaches. Pour mettre leurs affaires à l'abri des voleurs, les géants déposent leurs rochers et créent le mont Saint-Michel et Tombelaine. La fièvre les prend et ils meurent.
Après le deuil de ses parents, Gargantua va visiter Paris. Les Parisiens se moquent de sa taille ; il emporte les cloches de Notre-Dame pour les pendre à sa jument. Les Parisiens se font restituer les cloches contre trois cents bœufs et deux cents moutons pour son dîner. Il repart faire son deuil sur le rivage, où il rencontre Merlin qui a enterré ses parents et qui le remet sur son chemin. La jument prend peur des ondes et fuit ; elle engendre les grands poulais des Flandres.
Merlin le présente au roi Artus, en guerre et en difficulté contre les Gots et les Magots. Gargantua accepte de les combattre pour le roi. Une massue est forgée pour lui. Gargantua envoie au ciel un prisonnier du roi qui s'écrase au sol. Il est emmené au camp des ennemis qu'il défait sans pitié. De retour à Londres, le roi fête sa victoire et lui donne un festin. Le géant est habillé de la livrée du roi. Il témoigne sa reconnaissance à Merlin.
Les Irlandais et les Hollandais, révoltés contre leur suzerain, attaquent Londres. Gargantua emporte deux mille hommes, instruits par Merlin qui leur fait traverser la mer sur une nuée noire. Gargantua assiège la ville de Reboursin. Le roi fait une sortie avec cinq cents hommes. Gargantua en ramasse trois-cent-dix dans ses chausses et ses manches qu'il donne prisonniers, sauf un mort d'un pet du géant. Le roi négocie une trêve de quinze jours contre deux navires chargés de poissons. Après son déjeuner, Gargantua s'endort dans une vallée. Les hommes de la ville partent le tuer dans son sommeil et croyant dévaler tombent par mégarde dans sa bouche ouverte. Ils sont noyés quand il boit l'eau d'une rivière qu'il met à sec.
Le roi d'Irlande et de Hollande fait venir deux cent mille hommes de tout son pays et les envoie contre Gargantua. Le géant en tue cent-mille-deux-cent-dix avec sa massue. Il prend le roi et cinquante grands seigneurs prisonniers et les met dans sa dent creuse qui contient un jeu de paume pour les distraire. Il retourne au rivage avec ses hommes où Merlin les transporte par enchantement à la cour d'Artus.
Rincegodet, un géant qui détruit le pays, provoque Gargantua pour venger les Gots et Magots. Gargantua part le confronter. Le géant voit mal et le manque. Gargantua le plie et l'emmène mort dans sa gibecière à la cour, avec d'autres ennemis qui escomptaient sa capture. Parti s'aventurer jusqu'à la montagne Noire, il revient sur la demande de Merlin stopper Gallimassue. Les deux s'affrontent à coup de raves mais Gallimassue s'enfuit après avoir demandé une trêve. Gargantua le retrouve avec une armée de Bédouins qu'il élimine. Il est ensuite transporté en Avalon par Merlin.

### Variantes
Des omissions, des variations et des éléments supplémentaires se trouvent entre les différentes versions des chroniques gargantuines. Selon les Grandes et inestimables croniques, Gargantua se trouve transporté en féérie par Mélusine et une autre fée ; dans un opuscule conservé à la bibliothèque Méjanes, La Grande et merveilleuse vie du trespuissant et redoubte roy de Gargantua, le héros descend d'une dame qui l'aurait conçu sans l'aide d'un homme.